# Bzianka (wieś)

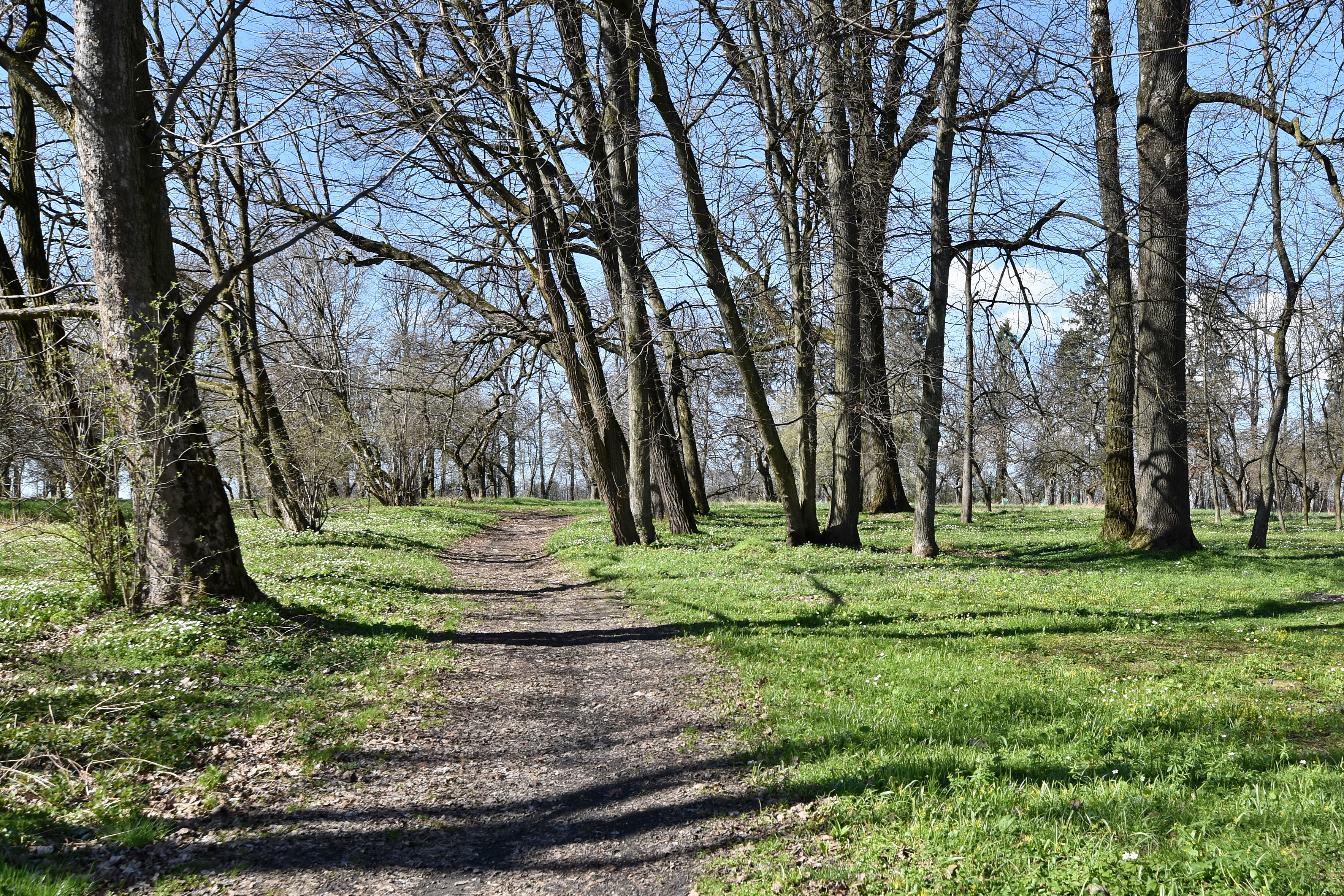
Park podworski

Bzianka – wieś w Polsce położona w województwie podkarpackim, w powiecie krośnieńskim, w gminie Rymanów.
Bzianka leży na północnej rubieży gminy, w dolinie Wisłoka. Przecięta DW887. Graniczy z Trześniowem, Haczowem, Porębami i Milczą. Wieś liczy ok. 640 mieszkańców.
W latach 1975–1998 miejscowość należała administracyjnie do województwa krośnieńskiego.

## Części wsi
| SIMC    | Nazwa  | Rodzaj    |
| ------- | ------ | --------- |
| 0358776 | Dół    | część wsi |
| 0358782 | Góra   | część wsi |
| 0358799 | Środek | część wsi |

## Historia
To stara osada nadana przez króla Władysława Jagiełłę w 1419 Mikołajowi Pelwelskiemu wraz z licznymi jeziorami,bagnami i sadzawkami, po których dziś nie ma już śladu. W 1437 Mikołaj Burzyński z Bzianki był właścicielem Pielni. Miejscowość dzieliła losy okolicy. Niszczona była w historii przez wrogie najazdy w 1474, 1624 i 1657. Był to dwór obronny, określany jako twierdza.
W XIX w. Bzianka należała do rodziny Grodzickich herbu Łada: najpierw do Stanisława Grodzickiego, następnie do jego syna, Leona Grodzickiego (1836-1886), a po śmierci Leona do jego syna, Stanisława Grodzickiego (1865-1943). W 1905 Stanisław Grodzicki posiadał we wsi obszar 222,8 ha, w 1911 posiadał 191 ha. Po II wojnie światowej przeszła na własność Skarbu Państwa. Przy drodze Rymanów-Trześniów zachował się do dziś zespół pałacowo-parkowy Grodzickich z XIX w. w którym mieści się obecnie szkoła. Wśród nowej zabudowy można jeszcze znaleźć stare chaty.

## Turystyka
Szlaki rowerowe:
- Szlak doliną Wisłoka – 35 km. Pętla: Rymanów, Ladzin, Wróblik Królewski, Wróblik Szlachecki, Milcza, Bzianka, Besko, Mymoń, Sieniawa, Bartoszów, Rymanów.